# Sageston
Sageston es una localidad situada en el condado de Pembrokeshire, Gales (Reino Unido). Según el censo de 2011, tiene una población de 857 habitantes.
Está situada al suroeste de Gales, a poca distancia de la costa de los mares de Irlanda y Céltico.